# Сборная Испании по хоккею с шайбой
Сборная Испании по хоккею с шайбой  (исп. Selección de hockey sobre hielo de España) — национальная команда Испании, представляющая свою страну на чемпионатах мира по хоккею. Существует с 1923 года, контролируется Испанской федерацией ледовых видов спорта.

## История
10 марта 1923 Испания вступила в ИИХФ, поскольку в том же году была основана Испанская федерация зимних видов спорта. В Мадриде была построена хоккейная арена, где и начала свои выступления сборная Испании по хоккею с шайбой. На турнире де От-Гарон, который проходил в Баньере-де-Люшон, испанцы провели свой первый исторический матч против Бельгии, одержав победу со счётом 6:4, но в следующем туре уступили хозяевам турнира — французам.
В 1924 году сборная Испании дебютировала на чемпионате Европы в Италии. В матче против Швейцарии два испанских хоккеиста из семи (в то время в команде играли семь человек, включая вратаря) получили травмы. Швейцария согласилась уравнять составы, что не помешало альпийской сборной выиграть 12:0. В следующем матче со Швецией ситуация повторилась, и шведы также согласились играть по схеме 5x5.
Следующим крупным турниром для испанцев стал Кубок Давоса, проходивший в одноимённом швейцарском городе. За несколько дней до турнира в контрольном поединке испанцы победили хозяев 4:0. В турнире участвовали 12 сборных, разделённых на 4 группы. Испанцы попали в группу к Швейцарии и Германии, а оба матча Испания проиграла (6:0 швейцарцам, 7:0 немцам). Испанцы умудрились проиграть в утешительном турнире второй сборной Германии 0:2, но в последней игре, в которой решалась судьба 11-го и 12-го мест, победили итальянцев 4:0.
1 января 1925 испанцы провели матч со второй сборной Германии и победили в овертайме 3:1. Затем Испания отправилась в турне по Швейцарии, выиграв три матча. В том же месяце испанцы повторно сыграли на турнире де От-Гарон, выиграв у бельгийцев 4:1 и сыграв с Францией вничью 3:3. В следующем году испанцы снова участвовали в давосском турнире, но выступили крайне ужасно — проигрыши Бельгии 5:0, Чехословакии 9:2 привели к тому, что испанцы участвовали снова в утешительном турнире. Но там команда королевства проиграла Польше 4:1 и сыграла вничью с Италией 2:2. Ещё раз испанцы через два года вновь приняли участие в континентальном чемпионате.
На мировом чемпионате дебютировали в группе С в Копенгагене только в 1977 году. Занятое ими место там оказалось самым лучшим для испанцев за всё время. Уже два следующий год чемпионаты в группе С прошли в Испании (Лас-Пальмас и Барселона).
Сборная Испании выступает во втором дивизионе ИИХФ с 2001 года, однако пробиться в первый дивизион удалось только в 2010 году, и все матчи группы A команда Испании выиграла. Однако через год, в 2011 году испанцы потерпели три поражения при одной победе в овертайме и снова вылетели во Второй дивизион.По итогам турнира во втором дивизионе по классу А в 2013 сборная заняла последнее место в группе А.Таким образом,сборная переместилась за 2 года из 1 дивизиона в дивизион 2B (Второй дивизион чемпионата мира по хоккею с шайбой 2013).
В 2014 году, на домашнем для себя турнире, сборная Испании занимает первое место в дивизионе 2В, обыграв сборные Мексики (5:3), Китая (4:0), Турции (8:0), ЮАР (6:0), Новой Зеландии (6:2) и, таким образом, вернулась в дивизион 1B (Второй дивизион чемпионата мира по хоккею с шайбой 2015).
Восемь раз испанские города принимали чемпионат мира низших дивизионов. Трижды этой участи добивался город Хака.

## Состав (состояние на апрель 2014)
| Позиция | #  | Игрок               | Дата Рождения             | Клуб                           |
| ------- | -- | ------------------- | ------------------------- | ------------------------------ |
| Вр      | 1  | Альдер Алькайн      | 20 декабря 1991 (33 года) | Hielo Bipolo Vitoria - Gasteiz |
| Вр      | 20 | Аарон Карретеро     | 12 июля 1988 (36 лет)     | Барселона                      |
| Защ     | 3  | Иниго Гаинса        | 16 февраля 1995 (30 лет)  | Барселона                      |
| Защ     | 4  | Хорхе Веа           | 15 апреля 1994 (30 лет)   | Чури Урдин                     |
| Защ     | 9  | Хуан Антонио Брабо  | 5 мая 1987 (37 лет)       | Хака                           |
| Защ     | 10 | Алехандро Эрнандес  | 23 декабря 1991 (33 года) | Hielo Bipolo Vitoria - Gasteiz |
| Защ     | 12 | Хуан Хосе Паласин   | 25 сентября 1975 (49 лет) | Хака                           |
| Защ     | 19 | Адриан Убьето       | 11 марта 1993 (32 года)   | Хака                           |
| Защ     | 22 | Гильермо Бетран     | 12 октября 1985 (39 лет)  | Хака                           |
| Нап     | 5  | Адриан Бетран       | 19 мая 1990 (34 года)     | Хака                           |
| Нап     | 6  | Сальвадор Барнола   | 6 сентября 1977 (47 лет)  | Пучсерда                       |
| Нап     | 7  | Пабло Пувуэла       | 22 сентября 1976 (48 лет) | Чури Урдин                     |
| Нап     | 8  | Игнасио Соларзано   | 19 февраля 1995 (30 лет)  | Чури Урдин                     |
| Нап     | 11 | Хуан Мунос          | 30 августа 1990 (34 года) | Hielo Bipolo Vitoria - Gasteiz |
| Нап     | 13 | Пол Гонсалес        | 4 сентября 1990 (34 года) | University of Ottawa           |
| Нап     | 14 | Марк Рибас          | 28 февраля 1988 (37 лет)  | Барселона                      |
| Нап     | 15 | Хавьер Гарсия-Ариас | 4 сентября 1990 (34 года) | Махадаонда                     |
| Нап     | 16 | Патрисио Фуэнтес    | 13 марта 1995 (30 лет)    | Чури Урдин                     |
| Нап     | 17 | Алехандро Педрас    | 4 сентября 1990 (34 года) | Махадаонда                     |
| Нап     | 18 | Алехандро Карбоней  | 16 января 1994 (31 год)   | Хака                           |
| Нап     | 21 | Ориоль Боронат      | 22 мая 1992 (32 года)     | Барселона                      |
| Нап     | 23 | Карлос Кеведо       | 23 февраля 1993 (32 года) | FPS                            |
| Нап     | 24 | Пабло Муньос        | 26 апреля 1987 (37 лет)   | Барселона                      |

Тренер: 